# Ленинское (Ысык-Атинский район)
Ле́нинское (кирг. Ленин айылы) — село в Ысык-Атинском районе Чуйской области Кыргызстана. Входит в состав Новопокровского айылного аймака (аильного округа).

## География
Село расположено в степной зоне, расстояние по прямой до центра аймака села Новопокровка составляет около 6 километров, до райцентра Канта — 10, до Бишкека — 15, по автодорогам — 7, 16 и 17 километров соответственно.
Уличная сеть
Уличная сеть села представлена тремя именованными географическими объектами — улицами Молодёжной, Полевой и Садовой.

## Население
| год  | 2009 | 2014 | 2015 |
| ---- | ---- | ---- | ---- |
| чел. | 275  | 281  | 422  |

В 2015 году на территории села проживало 422 человека, преимущественно этнические кыргызы.